# Actinodaphne perglabra
Actinodaphne perglabra är en lagerväxtart som beskrevs av Kostermans. Actinodaphne perglabra ingår i släktet Actinodaphne och familjen lagerväxter. Inga underarter finns listade i Catalogue of Life.